# Frank Walter
Frank Walter (geb. am 11. September 1926 als Francis Archibald Wentworth Walter auf Horsford Hill, Antigua; gestorben am 11. Februar 2009) war ein Maler, Photograph, Bildhauer und Philosoph. Er gilt als einer der bekanntesten Maler der Karibik. Er malte Landschaften, Porträts und auch abstrakte Bilder. Repräsentative Ausstellungen auf der ganzen Welt sind wohl erst nach seinem Tod zustande gekommen, so auch eine Ausstellung Museum für Moderne Kunst in Frankfurt am Main im Jahr 2020.

## Leben
Frank Walter studierte Landwirtschaft auf Antigua. Er leitete dort als Agrarwirt (mit 22 Jahren) eine Zuckerrohrplantage. Im Verlaufe seines Lebens war er mit Aussagen konfrontiert, dass einige Vorfahren von ihm Adelige aus Afrika gewesen seien; einige auch aus europäischem Adel (England; Deutschland). In der Tat gehörte er nach seiner Ausbildung auf Antigua zur Führungsschicht trotz seiner Hautfarbe und der Rassenschranken, unter denen er gleichzeitig litt. Er wollte niemandem erlauben zu sagen, wer er zu sein habe.
Nach seinem jüngeren Cousin Jules Walter, der ebenfalls auf Antigua lebt, war Frank ein „Vater der modernen Kunst“.

### Europa
Von 1953 bis 1961 hielt er sich in England und Deutschland auf, um seine beruflichen Kenntnisse zu erweitern; wohl auch um seine adelige Herkunft zu erforschen. Er sah sich wohl als Europäer. In beiden Ländern aber wurde er nicht als Manager anerkannt. Der damalige Rassismus in England und Deutschland verwehrte ihm einen Job, der seinem Bildungsniveau und Ausbildungsstand entsprochen hätte. So war er gezwungen, in England und im Ruhrgebiet als Hilfsarbeiter zu jobben; er soll einsam gewesen sein und führte ein kärgliches Leben. Er soll auch Hunger gelitten haben. In Essen arbeitete er in einer Zeche. Sein Mitarbeiterausweis der Essener Steinkohlenbergwerke AG hing im September 2020 im Museum für Moderne Kunst in Frankfurt.

### Antigua
Nach seiner Rückkehr nach Antigua war er ab 1961 politisch tätig. Er zog sich aber später zurück und arbeitete einsam als Maler und Fotograf. Er verkaufte Polaroidfotos und kleine Bilder an Touristen; plante auch eine große Ausstellung mit seinem weitgehend unbekannten Werk, die aber nie zustande kam.

## Künstlerisches Werk
Sein künstlerisches Werk umfasst
- 5000 Gemälde: Landschaft, Porträts, abstrakte Bilder
- 1000 Zeichnungen
- 2000 Fotografien
- 600 Holzskulpturen
- 2000 Holz-Bilderrahmen
- 500 handgemachte Spielzeuge
- 50.000 handgeschriebene und maschinengeschriebene Seiten
- 468 Tondokumente (Wort und Musik)

Frank Walter hat sehr viel aufgeschrieben. Er hat ca. 50.000 hand- und maschinengeschriebene Seiten hinterlassen. Und auf der Website sind noch viele Aspekte seines Werkes zu finden. Leider wurde sein Gesamtwerk zu seiner Lebenszeit wenig beachtet – vor allem in Europa.

## Ausstellungen (Auswahl)
Nach seinem Tod gab es eine große Anzahl von Ausstellungen auf der ganzen Welt; im Jahr 2020 eine umfangreiche Retrospektive im Museum für Moderne Kunst in Frankfurt am Main.